# Sabang
För andra betydelser, se Sabang (olika betydelser).
Sabang är en stad i Aceh som ligger i Indonesien. Den är belägen på ön Pulau Weh strax norr om Sumatra, inte långt ifrån regionens huvudstad Banda Aceh. Sabang är en av Acehs fem städer och folkmängden uppgår till cirka 35 000 invånare, vara cirka 20 000 invånare bor i själva centralorten. Sabangs stad, formellt Kota Sabang, administrerar hela ön Pulau Weh med omgivande småöar, där själva centralorten är belägen på Pulau Wehs nordöstra del. Sabang är Indonesiens nordligaste stad, och i konkurrens med Banda Aceh landets västligaste stad.

## Administrativ indelning
Sabang stadsgräns omfattar två underdistrikt (kecamatan), som i sin tur är indelade i arton så kallade gampong, en administrativ enhetstyp av mindre storlek. Underdistrikten, med sina gampong är:
- Sukajaya
  - Anoi Itam²
  - Balohan²
  - Beurawang²
  - Cot Abeuk²
  - Cot Ba'u¹
  - Ie Meule¹
  - Jaboi²
  - Keunekai²
  - Paya²
  - Ujong Kareung²
- Sukakarya
  - Aneuk Laot¹
  - Batee Shok²
  - Iboih²
  - Kota Atas¹
  - Kota Bawah Barat¹
  - Kota Bawah Timur¹
  - Krueng Raya²
  - Paya Seunara²

¹Urban enhet, och utgör en del av Sabangs centralort.
²Landsbygdsenhet.